# رجینا بل
رجینا بل (انگلیسی: Regina Belle؛ زادهٔ ۱۷ ژوئیهٔ ۱۹۶۳) یک موسیقی‌دان اهل ایالات متحده آمریکا است. وی از سال ۱۹۸۴ میلادی تاکنون مشغول فعالیت بوده‌است.